# Signos
Signos (читається як Сі́гнос) — третій студійний альбом гурту Soda Stereo, що вийшов у листопаді 1986 року.
Під час туру на підтримку «Signos» Soda Stereo виступили в Еквадорі, Уругваї, Парагваї, Чилі, Перу, Болівії, Колумбії, Венесуелі, США, Коста-Риці та Мексиці. Загалом вони провели 22 концерти у 17 містах для майже 350 000 осіб. Матеріал, записаний в ході турне, вийшов на диску Ruido Blanco (1987).
Диск «Signos» став платиновим в Аргентині, тричі платиновим в Перу і двічі платиновим у Чилі.
Альбом «Signos» з увійшов під номером 40 до списку найкращих альбомів латиноамериканського року за версією журналу Al Borde, а також під номером 25 до списку найкращих альбомів аргентинського року за версією журналу Rolling Stone.
Презентація диску відбулася 2 травня на дискотеці «Highland Road», де під час штовханини загинуло 5 осіб і постраждали близько 100.
Диск «Signos» став першим альбомом, випущеним на CD в Аргентині.
2007 року було зроблено ремастеринг альбому.
2008 року вийшли кліпи на пісні «Prófugos» і «Persiana americana» з цього альбому.

## Список пісень

### Сторона А
| #  | Назва             | Тривалість |
| -- | ----------------- | ---------- |
| 1. | «Sin Sobresaltos» | 4:20       |
| 2. | «El rito»         | 6:04       |
| 3. | «Prófugos»        | 5:15       |
| 4. | «No Existes»      | 4:39       |

### Сторона Б
| #  | Назва                | Тривалість |
| -- | -------------------- | ---------- |
| 5. | «Persiana americana» | 4:50       |
| 6. | «En camino»          | 4:27       |
| 7. | «Signos»             | 5:12       |
| 8. | «Final Caja Negra»   | 5:39       |

## Музиканти, що брали учать у записі альбому

### Soda Stereo
- Густаво Сераті — вокал і гітара
- Сета Босіо — бас-гітара
- Чарлі Альберті — ударні і перкусія

### Запрошені музиканти
- Фабіан Кінтьєро — клавішні
- Селса Мел Гоуланд — бек-вокал
- Річард Коулман — гітара